# Jovy Marcelo
Edward Jovy Jacinto Marcelo (Cidade Quezon, 21 de julho de 1965 — Indianápolis, 15 de maio de 1992) foi um automobilista nascido nas Filipinas.

## Biografia
Seu pai, Edward, era um praticante de esportes a motor (disputou corridas de dragsters, motos e barcos). Jovy iniciou a carreira aos 11 anos correndo de kart. Mudou-se para os Estados Unidos, para estudar nos colégis St. Mary's e Armstrong, em Berkeley, na Califórnia.
Após disputar provas no Reino Unido e na Nova Zelândia, estreou profissionalmente em 1990, na Fórmula Toyota Atlantic, onde permaneceu até 1991. Na temporada de estreia, foi o vice-campeão (o vencedor foi o americano Mark Dismore). Em 1991, conquistou o título da temporada, obtendo 157 pontos (4 de vantagem sobre Jimmy Vasser, que viria a ser campeão da CART em 1996). No ano seguinte disputou apenas o GP de Miami, onde abandonou - nas 2 temporadas pela Atlantic, representou a Team Marcelo, equipe gerenciada por seu pai.
Em 1992, disputa 3 provas pela pela equipe Euromotorsport (Surfers Paradise, Phoenix e Long Beach), e inscreve-se para as 500 Milhas de Indianápolis, com o objetivo de tornar-se o primeiro filipino a disputar a corrida. Porém, no último dia de treinos antes do Pole Day, Jovy comete um erro primário ao mudar a trajetória de seu carro para o lado direito da pista. O Lola-Cosworth #50 perde o controle e roda na curva 3, batendo a 276 km/h (172 mph). Quando a equipe de resgate chega, encontra o filipino desacordado no cockpit, e o transporta para o Hospital Metodista de Indianápolis. Após 14 horas, os médicos oficializam a morte de Jovy, aos 27 anos, vitimado por uma fratura no crânio e lesões no peito.